# Compagnie des guides de Chamonix
La Compagnie des guides de Chamonix (in italiano Associazione delle guide di Chamonix) è l'associazione delle guide alpine presente a Chamonix in Francia (Alta Savoia).

## Storia
L'associazione si è costituita il 24 luglio 1821 e come tale risulta essere la più antica associazione di guide alpine.